# Witteman-Lewis XNBL-1
O Wittemann-Lewis NBL-1 "Barling Bomber" foi um bombardeiro experimental de longo alcance construído para o United States Army Air Service (USAAS em português: "Serviço Aéreo do Exército dos Estados Unidos") no início da década de 1920. Contudo foi um insatisfatório bombardeiro, mas notório como um primeiro estudo para um bombardeiro estratégico.

## Desenvolvimento
O desenvolvimento do XNBL-1 (Experimental Night Bomber, Long Range 'em português: "Bombardeiro Noturno de Longo Alcance Experimental"') é geralmente atribuído ao General William "Billy" Mitchell (chamado pela imprensa de "Mitchell's Folly") do USAAS um defensor da supremacia do poder aéreo, que descobriu em 1919 o engenheiro aeronáutico Walter H. Barling, que havia trabalhado na Royal Aircraft Factory. O General Mitchell pediu para Barling desenvolver um bombardeiro capaz de carregar bombas suficientes para afundar um couraçado. Mitchell pretendia demonstrar a superioridade do poder aéreo afundando um couraçado a partir do ar, para isso necessitaria de um grande bombardeiro estratégico para cumprir esta tarefa. Mitchell projetou o costo para dois protótipos do bombardeiro ao custo à época de US$ 375,000. Em 15 de maio de 1920, a Army Engineering Division (em português: Divisão de Engenharia do Exército) solicitou uma licitação para a construção do bombardeiro baseado nos planos de Barling, com a exigência que a aeronave teria que ser capaz de transportar um total de 2 300 quilogramas (5 070 libras) até a altitude de 3 000 metros (9 840 pés) e sua velocidade não poderia ser inferior a 160 quilômetros por hora (99,4 milhas por hora).
Barling tinha desenvolvido anteriormente para os ingleses o triplano Tarrant Tabor, que possuía um conceito similar mas foi destruído em um acidente fatal com a quebra do nariz em seu primeiro voo em 1919. A provável causa da quebra do nariz do Tabor foi devido a instalação de dois dos seis motores em posições elevadas - um comprometimento por falta de motores mais potentes. Como o Tabor o Barling Bomber possuía um padrão triplano comprido com seis motores e a fuselagem em forma de "charuto". Diferente do seu predecessor o Barling tinha todos os seis motores alinhados com a fuselagem. A aeronave possuía três asas, mas não era um triplano convencional, pois ele possuía duas asas de igual tamanho acima e embaixo sendo a terceira no centro da fuselagem um pouco menor. As asa superior e inferior tinham corda de 4,11 metros (13,5 pés), e cada possuía área de asas de 190 metros quadrados (2 050 pés quadrados). A cauda possuía a empenagem em forma de Pipa caixa com os estabilizadores e profundor contidos nela. O trem de pouso era constituído por dez rodas principais e mais duas no queixo do nariz (para prevenir acidentes de bico como no Tarrant Tabor) também tinha uma roda na cauda.
A Engineering Division foi obrigada pelo governo do Estados Unidos a utilizar os motores Liberty, pois tinha um suprimento grande deles após a Primeira Guerra Mundial. Para poder prover a potência necessária para o Barling Bomber foram instalados quatro motores Liberty L-12A de 420 horses power (313 quilowatts) em configuração tratora e mais dois adicionais em configuração propulsora, todos entre a asa de baixo e a do meio. O peso total do bombardeiro era de 19 309 quilogramas (42 600 libras). Tinha capacidade de combustível de 7 560 litros (2 000 galões) e mais 685 litros (181 galões) de óleo.
Dois pilotos ocupavam cockpits separados em cada lado da fuselagem, enquanto um bombardeador ficava no nariz. Um ou dois engenheiros de voo sentavam-se entre os cockpits para ajudar a cuidar dos motores, um operador de rádio e um navegador sentavam-se próximos a eles.
O Barling estava equipado com sete metralhadoras Lewis de calibre .30 7,62 milímetros (0,300 polegadas), que eram operadas em cinco estações. Estas posições davam aos artilheiros um campo de fogo praticamente em volta de todo o bombardeiro. Os raques de bombas foram montados próximos aos tanques de gasolina onde estava localizada a baía de descarga de bombas. A baía de bombas podia acomodar todos os tipos de bombas disponíveis do inventário do serviço aéreo, incluindo bombas de 907 quilogramas (2 000 libras) e 1 815 quilogramas (4 000 libras) que haviam sido desenvolvidas para afundar couraçados, suas portas de descarga de bombas ficavam em posição na barriga do bombardeiro, uma inovação à época.